# Torsted (Ringkøbing-Skjern Kommune)
 For alternative betydninger, se Torsted. (Se også artikler, som begynder med Torsted)
Torsted (1340 Thorsteth) er en landsby i Vestjylland under 200 indbyggere og med 409 indbyggere i sognet, beliggende nær de tre skovområder Hoverdal Plantage (mod syd), Klovsig Plantage (mod nord) og Torsted Plantage (mod nordøst). Landsbyen ligger i Torsted Sogn ca. 20 kilometer nordøst for Ringkøbing, og den hører til Ringkøbing-Skjern Kommune i Region Midtjylland.
I byen finder man blandt andet Torsted Kirke, der stammer fra omkring 1150, og Hover-Torsted Friskole. Tim Å løber nord om Torsted.
Som bebyggelse betragtet er Torsted af nyere dato. I ældre tid lå kirken alene. Senere tilkom en skole. Et mindre villaområde er en moderne tilføjelse.